# 赫梅利尼茨基州州长
赫梅利尼茨基州州长（烏克蘭語：Хмельницька обласна державна адміністрація）是赫梅利尼茨基州行政部门的负责人。该职位由乌克兰总统任命。现任州长为谢尔盖·秋林。